# Huby Moraskie

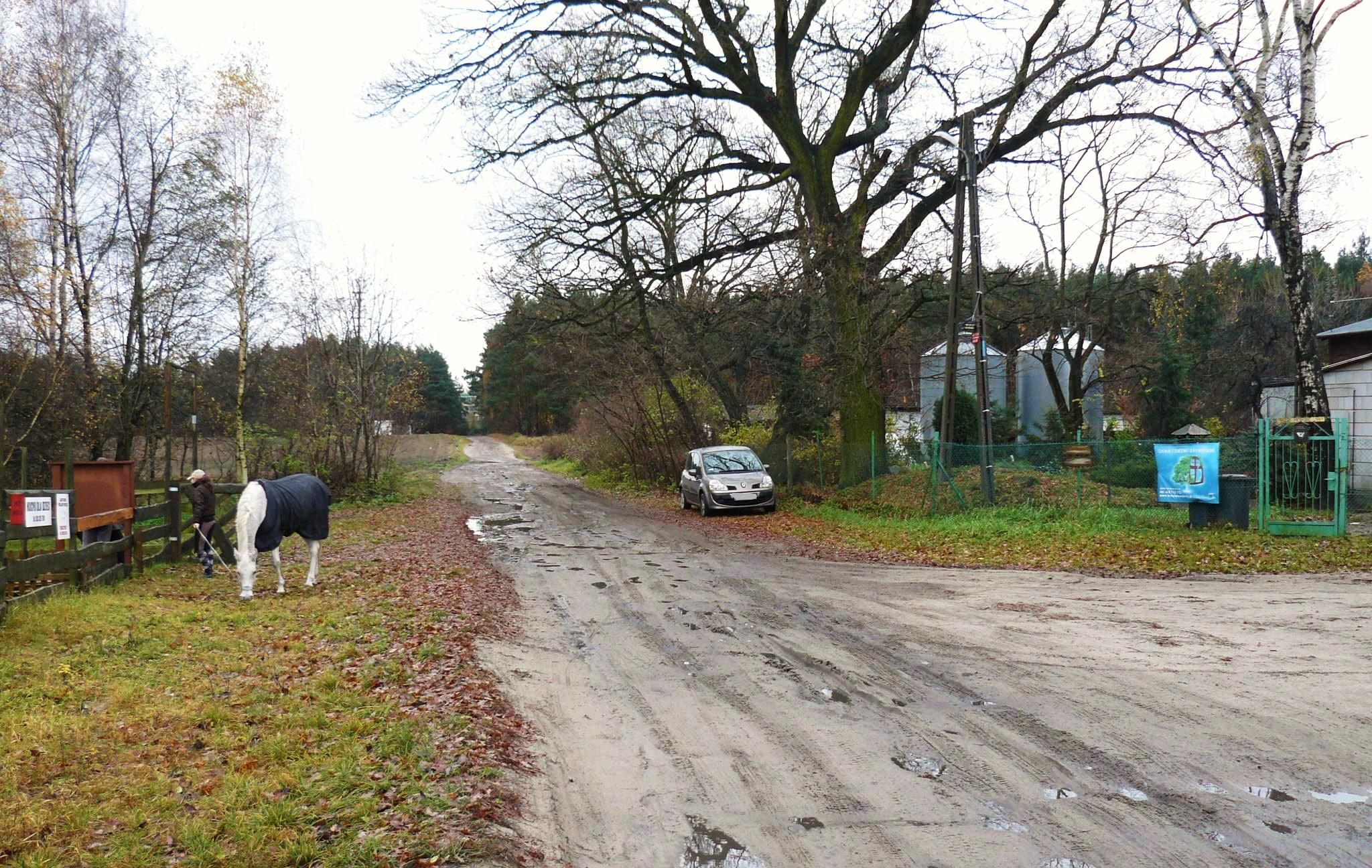
Ulica Huby Moraskie, stadnina

Huby Moraskie – część Poznania, zlokalizowana w południowej części Moraska, na północ od uniwersyteckiego Kampusu Morasko, wzdłuż południowej części ulicy Huby Moraskie. Dzielnica graniczy na wschodzie z Umultowem.
Huby Moraskie zachowały w dużym stopniu wiejski charakter zabudowy, który od początków XXI wieku jest uzupełniany przez dość intensywną zabudowę jednorodzinną. We wschodniej części Hub istnieje niewielki teren leśny, przez który przepływa Potok Umultowski. W tej części miasta napotkać można dość liczne stare wierzby oraz zaobserwować dziką zwierzynę, przede wszystkim sarny. Na terenie dzielnicy istnieje rekreacyjna stadnina koni, związana z dużym zapotrzebowaniem na wypoczynek świąteczny mieszkańców silnie zurbanizowanych okolic, przede wszystkim Piątkowa.